# Phil Wang
Philip Nathaniel Wang Sin Goi, född 22 januari 1990 i Stoke-on-Trent,  är en brittisk-malaysisk ståuppkomiker.

## Biografi
Phil Wang föddes i Stoke-on-Trent, hans mor är från England och hans far är från den malaysiska delstaten Sabah på Borneo. Fadern stammar ur den kinesiska folkgruppen hakka. Familjen återvände till faderns hemstad Kota Kinabalu på Borneo snart efter att Phil Wangs födelse.
Wang växte upp i Malaysia, där han undervisades i malajiska, mandarin och engelska.  Han fick sina GCSE:er, vilket ungefär motsvarar grundskolan, vid Jerudong International School i Brunei. När han var 16 år flyttade hans familj tillbaka till Storbritannien, till Bath i Somerset. Han studerade senare till ingenjör vid King's College i Cambridge. När han var student engagerade han sig i spexföreningen Cambridge Footlights, och han var föreningens ordförande 2012.
År 2010 fick Chortles pris Årets studentkomiker, Chortle Student Comedian of the Year och året efter Comedy Centrals Funniest Student Award. Phil Wang uppträdde därefter på bland annat Edinburgh Festival Fringe och på Melbourne International Comedy Festival.
Han har uppträtt i, och varit paneldeltagare i, TV-program som The Rob Brydon Show, Comedy Up Late, About Tonight, It Was Alright in the 70's, Room 101, Have I Got News for You, Unspun, Would I Lie to You?, Live at the Apollo, 8 av 10 Cats Does Countdown, The Dog Ate My Homework, Hypotetiskt, Insert Name Here och Comedy Centrals Roast Battle.
Han deltog i säsong 7 av Bäst i test England, där han hade en gul kroppsstrumpa med svarta revärer som var inspirerad av Kiddo i Kill Bill och Bruce Lee i Game of Death.
Phil Wang har gjort en ståupp-show för Netflix, Philly Philly Wang Wang, och skrivit boken Sidesplitter. Boken har undertiteln How to be from two worlds at once, och han skrev den eftersom han så ofta får frågan "Men var är du egentligen ifrån?"